# Wilhelm Dörnhaus
Wilhelm Dörnhaus (* 2. April 1890 in Mülheim an der Ruhr; † 7. September 1970) war ein deutscher Politiker und Landtagsabgeordneter (FDP).

## Leben
Nach dem Schulbesuch und einer Fachschulausbildung zum Betriebswirtschaftler war Dörnhaus in der Großindustrie tätig. Er gehörte 1945 zu den Mitbegründern der FDP in Mülheim.
Nach dem Krieg setzte er sich besonders für das Wiederaufleben Mülheimer Vereine wie die „Mausefalle“, den „Mölmschen Krink“ und den „Mülheimer Geschichtsverein“. Der „Mausefalle“ stand er jahrelang als Erster Baas vor; später erhielt er den Titel des Ehrenbaas. Er war anfangs der Herausgeber des Mülheimer Jahrbuchs und schrieb in den ersten Jahrgängen das Vorwort. Außerdem initiierte er die Verleihung der Ehrengabe der kleinen Figur „Jobs der Kandidat“, die von Ilse Otten geschaffen, jährlich an verdiente Mülheimer Bürger verliehen wird. Als Ausnahme zur Regel, dass Mausefallen-Mitglieder selbst diese Ehrengabe nicht erhalten, wurde sie ihm im Jahre 1969 verliehen.
Vom 20. April 1947 bis zum 12. Juli 1958 war Dörnhaus Mitglied des Landtags des Landes Nordrhein-Westfalen. Er wurde jeweils über die Landesliste seiner Partei gewählt. Dem Stadtrat der Stadt Mülheim gehörte er ab 1946 an. Von 1947 bis 1948 war Fraktionsvorsitzender der FDP im Rat und von 1948 bis 1952 stellvertretender Oberbürgermeister.

## Ehrungen
- 1960: Verdienstkreuz 1. Klasse der Bundesrepublik Deutschland
- 1969: Verleihung des Jobs durch die Bürgergesellschaft Mausefalle
- 1974: Benennung der Wilhelm-Dörnhaus-Straße in Mülheim an der Ruhr

## Sonstige Quellen
- Stadtarchiv Mülheim an der Ruhr, Bestand 1440 / 90.00
- Stadtarchiv Mülheim an der Ruhr, Bestand 1550 Nr. 92